# Scopifera falsirenalis
Scopifera falsirenalis là một loài bướm đêm trong họ Noctuidae.